# التهاب الأقنية الصفراوية القيحي المتكرر
التهاب الأقنية الصفراوية القيحي المتكرر، المعروف أيضًا باسم داء هونغ كونغ والتهاب الأقنية الصفراوية الشرقي والتهاب الأقنية الصفراوية الشرقي الغازي، عدوى مزمنة تتميز بنوبات متكررة من التهاب الأقنية الصفراوية الجرثومي الذي يترافق بتحصٍ كبدي أولي. يكون محصورًا في الأشخاص الذين يعيشون أو عاشوا في جنوب شرق آسيا.

## المظهر السريري
يمكن أن يكون المظهر السريري غير نمطي ودون ألم أو حمى، خاصة لدى كبار السن. تشمل الأعراض الإيجابية القولنج المراري والتهاب البنكرياس الحاد واليرقان الانسدادي، ومن المظاهر الأقل حدوثًا تضخم الكبد واضطرابات اختبارات وظائف الكبد. تشمل المضاعفات الإضافية في الحالة الحادة التهاب الأقنية الصفراوية الصاعد ودبيلة المرارة والتخثر داخل الأوردة الكبدية والبابية والإنتان والوفاة.
قد يسبب الانسداد الصفراوي المزمن اليرقان والحكة وخراجات الكبد وتشمع الكبد، وخاصة في القسم الثالث من الفص الأيسر، ويمكن أن يؤدي في نهاية الأمر إلى ورم حليمي مخاطي داخل قنوي أو سرطانة الأقنية الصفراوية.

## الإمراضية
في حالة التهاب الأقنية الصفراوية القيحي المتكرر، تتكون حصيات المرارة التي تتشكل داخل الجهاز الصفراوي من بيليروبينات الكالسيوم أو الكالسيوم المصطبغ. تنتشر حصيات بيليروبينات الكالسيوم في آسيا وتكون نادرة جدًا في أوروبا والولايات المتحدة. تميل إلى تكوين كتل متحجرة هشة بأشكال وأحجام مختلفة داخل الشجرة الصفراوية، وغالبًا ما تكون العصارة الصفراوية المرتبطة بها ذات قوام موحل وتحتوي على الكثير من الجزيئات الدقيقة من بيليروبينات الكالسيوم أيضًا. يختلف ذلك اختلافًا كبيرًا عن حصيات الكوليسترول، التي تشيع في أوروبا والولايات المتحدة. يُعزى تكون حصيات بيليروبينات الكالسيوم في التهاب الأقنية الصفراوية القيحي المتكرر إلى ارتفاع معدل الإصابة بالإشريكية القولونية في العصارة الصفراء. تُطرح غالبية البيليروبين عند البشر في العصارة الصفراء على شكل بيليروبين مقترن.
يرتبط تحصي الكبد بالإصابة بنوعين من الطفيليات، متفرع الخصية الصيني والصفر الخراطيني في الكبد. تستند هذه النظرية إلى ارتفاع معدل الطفيليات الميتة أو بيوضها داخل الحصية في نتائج التشريح.

## التشخيص
يمكن الاشتباه بالتشخيص عن طريق التصوير الطبي كالتصوير المقطعي المحوسب أو التصوير بالموجات فوق الصوتية أو التصوير بالرنين المغناطيسي، مع العلم أن الخواص النموذجية تتعلق بمظهر الكبد. تشمل السمات التي تثير الشك في الإصابة بالعدوى التوسع داخل وخارج الكبد والتضيقات التي يرافقها حصيات مصطبغة داخل القناة، عادة ما تغيب حصيات المرارة ويحدث ضمور كبدي قطعي، وخاصة الجانب الوحشي من الفص الكبدي الأيسر. يوجد أيضًا تراجع في شجيرات القنوات الطرفية. يتطور نحو 5% من الالتهابات المزمنة إلى سرطانة الأقنية الصفراوية.
تشمل الجراثيم المسببة المسؤولة عن العدوى أنواع الإشريكية القولونية والكليبسيلا والزائفة والمتقلبة. من المسببات الأقل إصابةً اللاهوائيات، ومن الشائع أن تكون نتائج الزرع إيجابية لسلالات متعددة شائعة. عند وجود إصابة بمتفرع الخصية الصيني، يكون التشخيص النهائي عن طريق كشف بيوضه بالفحص المجهري للبراز أو لرشافة الاثني عشر، ولكن طُورت طرق أخرى أكثر تعقيدًا، مثل المقايسة الامتصاصية المناعية للإنزيم المرتبط، والتي أصبحت أهم تقنية سريرية. طُور أيضًا التشخيص عن طريق الكشف عن الحمض النووي للبيوض في البراز باستخدام تفاعل البوليميراز المتسلسل وتفاعل البوليميراز المتسلسل في الزمن الحقيقي والتضخيم متساوي الحرارة بواسطة المشرع الدائري، وهي طرق حساسة للغاية ومحددة.

## العلاج
يتضمن علاج التهاب الأقنية الصفراوية القيحي المتكرر معالجة الإنتان في أثناء نوبات التهاب الأقنية الصفراوية بالمضادات الحيوية ونزح الخراج ودعم ضغط الدم. في حال العدوى المقاومة للعلاج، يمكن إجراء استئصال الكبد الجراحي أو الفغر الكبدي الاثني عشري. تلزم المراقبة مدى الحياة لتقصي الأورام الخبيثة.